# ジュリアン・サヴェア
ジュリアン・サヴェア（Julian Savea、1990年8月7日 - ）は、スーパーラグビー・パシフィック、モアナ・パシフィカに所属するラグビーユニオン選手。

## プロフィール
- ニュージーランド・ウェリントン出身。
- ポジションはウィング(WTB)、センター(CTB)。
- 身長 190cm、体重 100kg
- 弟のアーディーもラグビー選手(オールブラックス)[1]。
- U20ニュージーランド代表に選ばれたことがある[2]。
- ニュージーランド代表キャップは54（2020年4月現在）でラグビーワールドカップ2015のニュージーランド代表に選ばれた[3]。
- バーバリアンズに選ばれたことがある[4]。
- 7人制ニュージーランド代表に選ばれたことがある。

## 略歴
ウェリントン、ハリケーンズを経て、2018年、RCトゥーロンに加入。
2020年、ハリケーンズに復帰。
2024年、モアナ・パシフィカに加入。